# Remixed (Alicia Keys)
Remixed è un album discografico di remix pubblicato dalla cantante statunitense Alicia Keys solo per il mercato del Giappone nel 2008.

## Tracce
1. If I Ain't Got You (The Black Eyed Peas Mix) – 3:14
2. If I Ain't Got You (Kanye West Mix) – 3:46
3. Karma (Reggaeton Mix) – 3:32
4. Like You'll Never See Me Again (Johnny Rockstar Mix) – 3:51
5. Like You'll Never See Me Again (Seiji Mix) – 3:44
6. No One (Salaam Remi Mix) – 4:52
7. No One (Johnny Rockstar Mix) – 3:50
8. Teenage Love Affair (Wideboys Miami Club Mix) – 6:19